# 桃色メロイック
『桃色メロイック』（ももいろメロイック）は、福田晋一による日本の漫画。『ヤングキング』（少年画報社）にて、2011年に読み切りを掲載した後に2012年2月号から2016年19号まで連載された。単行本は全10巻。

## あらすじ
建設現場で働いている四宮大和は妹・まさきが大好きであり、過保護という領域を遙かに超えて女性として愛している。周囲の人間には引かれているが、そんなことを気にせずどこまでも突っ走る暴走BOKKINラブコメディ。

## 登場人物
声はドラマCDのキャスト。

### 四宮家
四宮 大和（よつみや やまと）
声 - 細谷佳正
主人公。妹のまさきのことが超絶大好きでありパンツを見て勃起をしたり、裸を見て鼻血を出す。他の女性に対してはどんな美人を見てもブスという感情を抱くほどである。実際に作中で合コンが開かれ、女子大生を見た際には「ブスが三人」「地獄絵図」などと衝撃を受けていた（成樹は結構レベルが高い、当たりと心を躍らせていた）。
まさきに対してのナンパや盗撮には本気で制裁を加えるが、逆に他人には兄妹関係を認知されていないこともあり、本人が痴漢なのではと疑われることもある。辛党。
四宮 まさき（よつみや まさき）
声 - 種﨑敦美
ニックネームは、「まーちゃん」（自分では、自分のことを「まー」と言う）。大和の妹でまだ幼さの残る高校1年生。大和には超似てないと言われるほどの美少女（作中の写真から母親が美人だった模様）。天然ボケであり、兄とはいえ平気で大和にスカートをたくしあげ、自分のパンツを見せたことがある。
ホラー系の映画を鑑賞した後には、自分から観たがったのに恐怖を引きずり、一人で眠れなくなってしまう。料理上手な一面もある。
巨乳になりたいという願望があり、盛りブラを着けてみたり、雑誌のバストアップマッサージの記事を見たりしている。
マヨラーで、めんたい味の貫通式のお菓子が好きらしい。
四宮 雅道（よつみや まさみち）
大和とまさきの父親。妻には先立たれている。乙女座。

### 大和の職場の人々
瀧本 成樹（たきもと なるき）
声 - 増田俊樹
大和の同僚であり友人。巨乳好き。まさきに対する大和の感情を異常だと察知しており、積極的に他の対象に移らせようと努力しているが無駄に終わっている。呆れながらも大和に付き合っている好青年。彼女募集中。物語が進むにつれ、モテなさをクローズアップされる不憫なキャラクターとなった。
平 隼士（たいら しゅんじ）
恵那という彼女と同棲中のイケメン。面倒くさがりながらも、成樹の合コン願望を叶えてあげている。おっぱいに関しては、「重要なのはサイズより感度」と意見している。恵那を心底愛している。
黒沢 敦武（くろさわ あつむ）
デリカシーなしの性欲の塊。セクハラ発言のみでキャバクラを出禁になる危険人物。巨乳にトラウマを持っている。好きな四字熟語は「女子高生」。

### その他
高瀬 愛梨（たかせ あいり）
声 - 山岡ゆり
まさきの友達。黒髪のツインテールで一人っ子。下校の際に大和がまさきの迎えに来ることを羨ましがっている。学校の文化祭で起きた事件で救助に入ってくれた大和に、本格的な恋心を抱く。大和にとっては、つい「殿」と呼びそうになる程じーちゃん家のダックスフンドに似ている。
望月 春菜（もちづき はるな）
まさきの現代国語の新米先生であり、大和と成樹の高校の同級生。高校時代から大和のことを好きだったが、大和のまさきに対する思いを知り、自分の気持ちに終止符を打とうとする。
美玲（みれい）
合コンに来た女子大生。大和がトイレに立った際、普通にトイレの中までついて行った。オラオラ系の男が好みなことから、大和をオトそうとするが、1度ならず2度までも失敗に終わる。大和曰く「成樹以下」。
瑠莉（るり）
合コンに来た女子大生。女子高生が嫌い。隼士がドストライク。
泉（いずみ）
合コンに来た女子大生。女子高生が嫌い。
殿（との）
じーちゃん家で飼われているダックスフンド。メス。特技：無視。嫌いな物：まさき。大和に愛梨を彷彿させる。

## 書誌情報
- 福田晋一 『桃色メロイック』少年画報社〈ヤングキングコミックス〉、全10巻
  1. 2012年6月25日発売 ISBN 978-4-7859-3869-7
  2. 2012年10月19日発売 ISBN 978-4-7859-3944-1
  3. 2013年4月22日発売 ISBN 978-4-7859-5023-1
  4. 2013年12月24日発売 ISBN 978-4-7859-5188-7
  5. 2014年6月23日発売 ISBN 978-4-7859-5320-1
  6. 2014年12月22日発売 ISBN 978-4-7859-5453-6
  7. 2015年6月22日発売 ISBN 978-4-7859-5572-4
  8. 2015年12月14日発売 ISBN 978-4-7859-5678-3
  9. 2016年6月27日発売 ISBN 978-4-7859-5801-5
  10. 2016年11月14日発売 ISBN 978-4-7859-5895-4